# Le Joyeux Cirque
Pour plus de détails, voir Fiche technique et Distribution.
Le Joyeux cirque (Veselý cirkus) est un court métrage d'animation tchèque réalisé par Jiří Trnka, sorti en 1951.

## Synopsis
Plusieurs numéros de cirque sont illustrés par trois artistes, František Tichý, Zdenek Seydl et Kamil Lhoták sous la houlette de Trnka.

## Fiche technique
- Titre : Le Joyeux Cirque
- Titre alternatif : Le Cirque
- Titre original : Veselý cirkus
- Réalisation : Jiří Trnka
- Scénario : Jiří Trnka
- Musique : Václav Trojan, Jan Rychlík
- Production :
- Pays d'origine : Tchécoslovaquie
- Technique : éléments découpés
- Genre : film d'animation
- Format : Couleur - Sans dialogues
- Durée : 14 minutes
- Date de sortie : 1951

## Distinction
- Mention d'honneur au Festival d'Édimbourg (année ?)